# 区夏民
区夏民（1906年—1928年），女，广东佛山人，中国革命烈士，曾任共青团第四届中央委员会委员，中共东江特委委员。